# Ulica Dworcowa w Olsztynie
Ulica Dworcowa (dawniej ul. Kaliningradzka) w Olsztynie – ważna arteria komunikacyjna miasta. Ulica ta daje mieszkańcom południowych dzielnic miasta możliwość dotarcia do Dworca Głównego PKP. Sama ulica rozciąga się od skrzyżowania z ulicami Lubelską, Partyzantów i Kościuszki do skrzyżowania z ulicą 5. Wileńskiej Brygady AK (w pobliżu hipermarketu Tesco i Kaufland). Jej trasa biegnie przez osiedla Pojezierze i Kormoran. Ulica swą nazwę zawdzięcza Dworcowi Głównemu PKP.

## Obiekty
Przy ulicy Dworcowej znajdują się m.in.:
- Centrum Biurowo-Handlowe „Europa Center”[1]
- Izba Celna
- Urząd Celny
- Kościół pw. Św. Maksymiliana Kolbego
- Park im. Janusza Kusocińskiego (d. Park Czynu Partyjnego)
- Restauracja McDonald’s
- Przychodnia Specjalistyczna
- Centrum Handlowe Victor
- Wojewódzki Specjalistyczny Szpital Dziecięcy

## Dane drogi
Ulica Dworcowa jest drogą posiadającą po dwa, oddzielone pasem zieleni pasy w każdym kierunku.

Na trasie ulicy zainstalowane są 4 sygnalizacje świetlne:
- Skrzyżowanie z ulicą Kołobrzeską
- Skrzyżowanie z ulicą Żołnierską
- Skrzyżowanie z ulicą 5. Wileńskiej Brygady AK
- Przejście dla pieszych w pobliżu skrzyżowania z ulicą Pana Tadeusza

Obecnie na odcinku od Placu Konstytucji 3 Maja do Placu Ofiar Katynia prowadzone są roboty drogowe, które mają na celu utworzenie w przebiegu ulicy Dworcowej odcinka technicznego dla przyszłej sieci tramwajowej powstającej obecnie w Olsztynie.

## Komunikacja
Ulicą Dworcową biegną trasy 10 linii autobusowych (w tym jednej nocnej). Są to linie numer: 103, 106, 107, 120, 121, 126, 128, 131, 305 oraz N01.